# Lysiteles dianicus
Lysiteles dianicus är en spindelart som beskrevs av Song och Zhao 1994. Lysiteles dianicus ingår i släktet Lysiteles och familjen krabbspindlar. Inga underarter finns listade i Catalogue of Life.